# Stardust (roman)
Pour les articles homonymes, voir Stardust.
Stardust est un roman de fantasy de l’écrivain anglais Neil Gaiman publié au Royaume-Uni en 1999 et en France en 2001.

## Résumé
À côté du paisible petit village de Wall, en Angleterre, se trouve un grand mur percé d’une unique porte qui donne accès au Pays des Fées. Gardé jour et nuit par les villageois, cette porte ne s’ouvre que tous les neuf ans à l’occasion de la Foire des fées, un marché magique, qui se tient juste de l’autre côté et à proximité du mur.
 
Tristan Thorn, un jeune villageois dont la mère vient précisément de ce pays magique, est tombé amoureux d’une jeune fille, Victoria Forester. Celle-ci, pour le prix d’un baiser, lui enjoint de franchir le mur afin de lui rapporter une étoile filante tombée au cœur du Pays des Fées. L’amour ne connaissant aucune frontière, Tristan part en quête de l’étoile, qui n’est pas une simple roche, mais une charmante jeune fille également convoitée par de malveillantes créatures pour ses propriétés magiques.  

## Présentation de l’œuvre
Stardust puise son inspiration aux sources du conte de fées. Les références y sont nombreuses en de permanents clins d’œil adressés aux connaisseurs du genre. On y retrouve les thèmes de la quête, de la frontière, du jouvenceau amoureux d’une étoile ainsi qu’un univers peuplé de sorcières et d’autres créatures fantastiques. Profondément ancrée dans un substrat folklorique anglais, cette histoire n’est également pas exempte d’une certaine cruauté : le but de la reine des sorcières n’est-il pas, ainsi, de dévorer l’étoile afin de recouvrer provisoirement une apparence de jeunesse.
Les notes du traducteur, en fin d’ouvrage, permettent de décrypter les nombreuses références de l’auteur (Shakespeare, John Bunyan, Laurence Sterne…).
Neil Gaiman cite dans les remerciements finaux Charles Vess, peintre et dessinateur (notamment d’un épisode hors-série de la bande dessinée Bone), qui a illustré la version anglaise publiée par DC Comics et dont l’univers graphique correspond tout à fait à celui de Stardust.

## Voir également